# Monstera luteynii
Monstera luteynii är en kallaväxtart som beskrevs av Michael T. Madison. Monstera luteynii ingår i släktet Monstera och familjen kallaväxter. Inga underarter finns listade.